# Huîtrier fuligineux
Haematopus fuliginosus
Espèce
Statut de conservation UICN

 LC  : Préoccupation mineure
L'Huîtrier fuligineux (Haematopus fuliginosus) est une espèce de limicoles appartenant à la famille des Haematopodidae.

## Description
L'Huîtrier fuligineux est aisément reconnaissable avec son corps entièrement noir, son bec et ses yeux rouges et ses pattes roses. De cette coloration émane sa dénomination fuligineux, du latin, fuliginosus (rempli de suie), construit lui-même sur le terme fuligo (suie).

## Répartition et sous-espèces

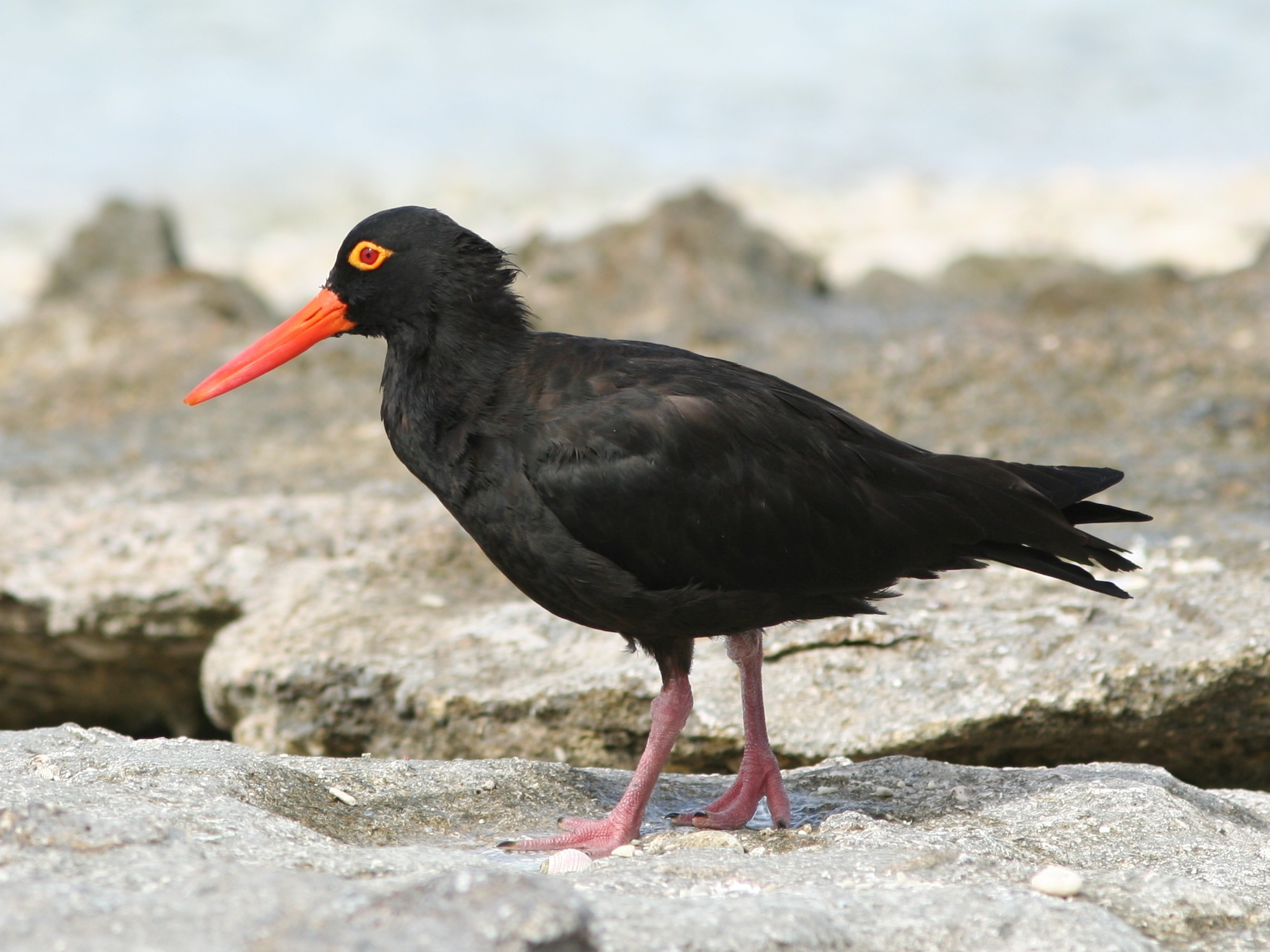
La sous-espèce H. f. ophthalmicus.

Selon la classification de référence du Congrès ornithologique international (15.1, 2025) il se répartit en deux sous-espèces (ordre philogénique) :
- H. f. fuliginosus Gould 1845 — sud de l'Australie ;
- H. f. opthalmicus Castelnau & E.P. Ramsay, 1877 — nord de l'Australie (de la baie Shark à l'île Lady Elliot).

### Liens externes

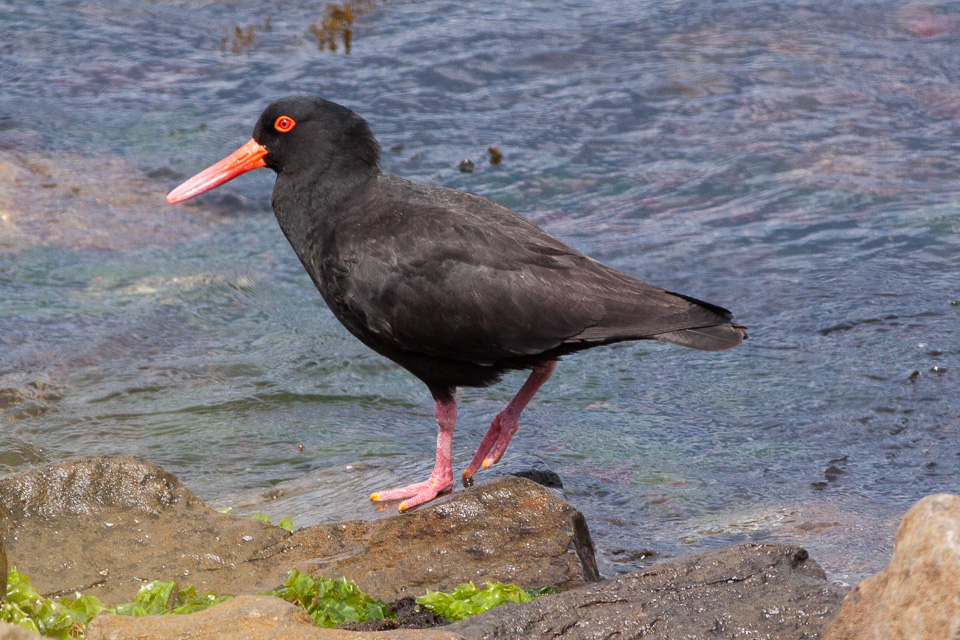
Un huîtrier fuligineux (île Maria, Tasmanie).